# Diego Simeone
Diego Pablo Simeone (Buenos Aires, 28. travnja 1970.) je bivši argentinski nogometni reprezentativac i trenutačni trener španjolskog Atlética iz Madrida. Igrao je na poziciji zadnjeg veznog igrača. Kroz karijeru je nastupao za sedam klubova Vélez Sarsfield, Pisa, Sevilla, Inter, Lazio, Racing Club i u dva navrata za Atlético Madrid.

## Klupska karijera
Diego je kao igrač osvojio s Atlético Madridom prvenstvo 1996. godine i nacionalni kup iste sezone, s talijanskim Interom je 1998. godine osvojio Kup UEFA, dok je s Laziom osvojio 1999. godine UEFA Superkup, a 2000. godine osvojio talijansku Serie A, nacionalni kup i talijanski superkup.

## Reprezentativna karijera
Za Argentinu je odigrao 106 utakmica i postigao 11 pogodaka. S Argentinom je osvojio dva puta Copu Américu[1991. i 1993. godine, te je osvojio FIFA Konfederacijski kup 1992. godine.

## Trenerska karijera
Diego Simeone počeo je trenersku karijeru 2006. godine u Racingu da bi je nastavio u Estudiantesu, River Plateu, San Lorenzu i Cataniji. Trenutačno je trener u Atlético Madridu.

## Vanjske poveznice
- (engl.) Diego Simeone profil